# Guds utvalde
Guds utvalde är en benämning som används i Bibeln, med skiftande betydelse. I Gamla testamentet kan Guds utvalde stå för en person (David i 1 Sam 10:24; Mose i Ps 106:23; Salomo i 1 Krön 28:10) eller för hela Guds egendomsfolk, Israel (Jes 41:8-9; 44:1-2). I Nya testamentet är Jesus Guds utvalde (Luk 9:35; 1 Petr 2:4), vilket är en beteckning för Messias (Luk 23:35).